# كبارة (السفيرة)
كبارة قرية سوريّة تتبع إداريّاً لمحافظة حلب منطقة السفيرة ناحية تلعرن، بلغ تعداد سكانها 1,110 نسمة حسب التعداد السكاني لعام 2004.